# Jacques Demogeot
Jacques Claude Demogeot, född den 5 juli 1808 i Paris, död där den 10 januari 1894, var en fransk litteraturhistoriker. 
Demogeot var professor vid Faculté des lettres i Paris. Utom en mängd större och mindre litteraturhistoriska studier utgav han den på sin tid mycket använda handboken Histoire de la littérature française depuis ses origines jusqu'à nos jours (1851, 27:e upplagan 1903).